# 容信王后
容信王后（용신왕후，？—1036年）韓氏，湍州人，贈門下侍中韓祚之女。
高丽靖宗爲平壤君时，納爲妃。卽位后，號延興宮主。靖宗元年（1035年）生子，賜名。冊爲惠妃。後封定信王妃。二年（1036年）七月廿四薨，八月葬玄陵。高丽文宗二年（1048年）三月追謚容信王后。十年（1056年）十月加定懿，高丽仁宗十八年（1138年）四月加明達，高宗四十年（1253年）十月加禧穆。全称定懿明達禧穆容信王后。

## 家族
- 父：韓祚
- 祖父：韩彦恭
- 夫：高丽靖宗